# Haarspitsmos
Haarspitsmos (Cirriphyllum piliferum) is een bladmos behorend tot de familie Brachytheciaceae. Het komt voor op grof strooisel. Het mos groeit vaak in vochtige bossen of op weiden tot op alpine niveau. 

## Determinatie
De stengels zijn onregelmatig vertakt en kunnen tot 10 cm lang worden. De bladeren zijn ovaal van vorm, licht gekarteld en plotseling puntig als haren. De bladnerf gaat tot ongeveer het midden van het blad. De seta (kapselsteel) is wratachtig ruw.

## Ecologie
Haarspitsmos is vooral een soort van kleigronden. Hier wordt de soort met name gevonden in open bossen, langs bospaden en dijken. Af en toe wordt haarspitsmos ook gevonden in niet te zure rietlanden en in graslanden op venige bodems. 

## Verspreiding
Het verspreidingsgebied van haarspitsmos strekt zich uit over het noordelijk halfrond.
In Nederland komt de soort vrij algemeen voor. Het staat niet op de rode lijst en is niet bedreigd. De soort komt vooral voor in Zuid-Limburg, in het rivierengebied, in grotere beekdalen en in poldergebieden. Ook in de Flevopolders heeft deze soort zich nu gevestigd. Wellicht wordt de soort regelmatig over het hoofd gezien doordat de plekken waar de soort groeit minder bekeken worden en de aandacht in bijvoorbeeld de kleigebieden vooral uitgaat naar epifyten. Meer volledige inventarisatie in deze gebieden moet duidelijk maken of het tot op heden op veel plaatsen ontbreken door onvolledige inventarisatie komt of dat er bepaalde factoren, zoals kalkrijkdom, aan de verschillen in voorkomen ten grondslag liggen.

## Fotogalerij

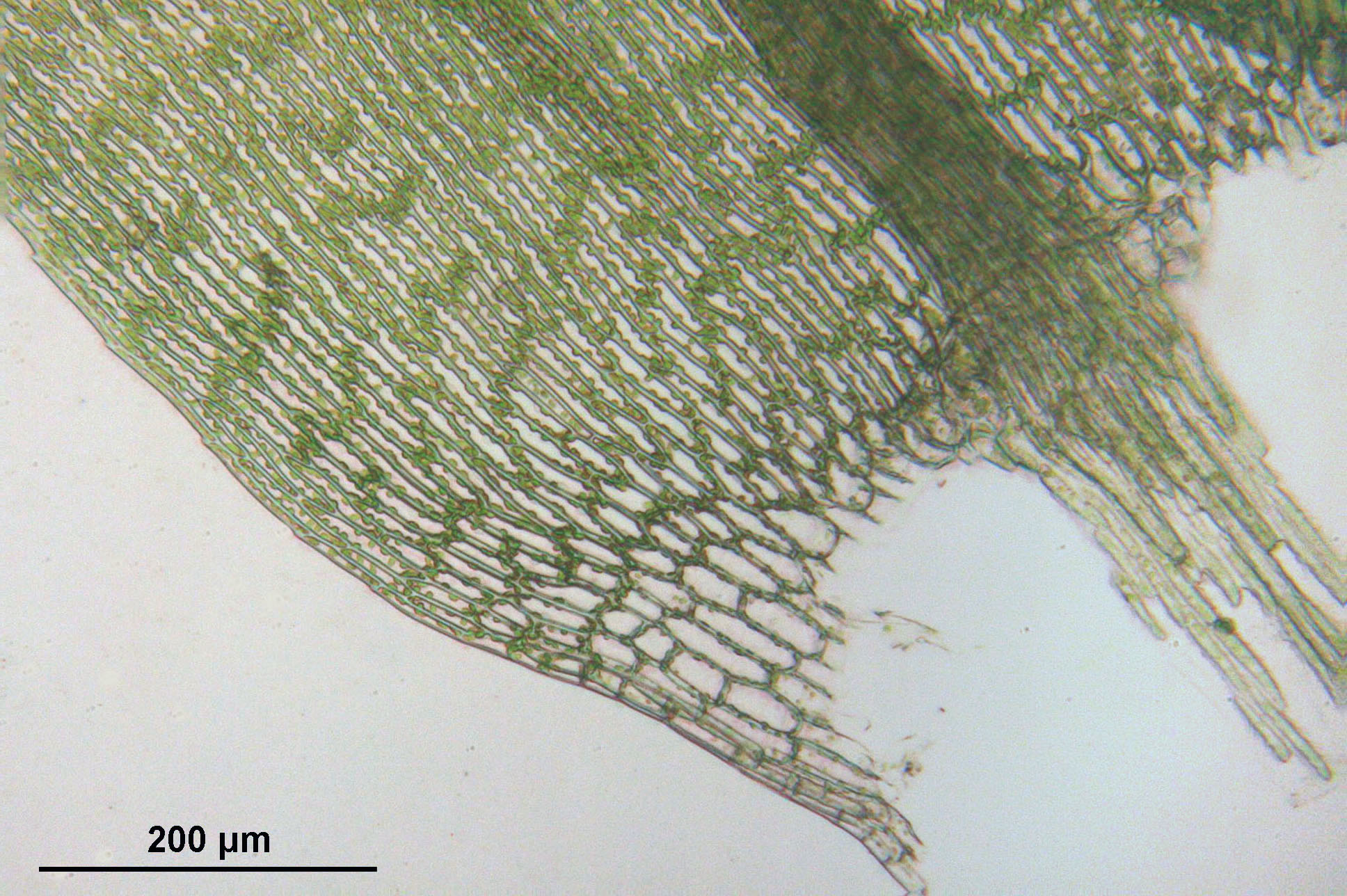
Cellen bladvoet
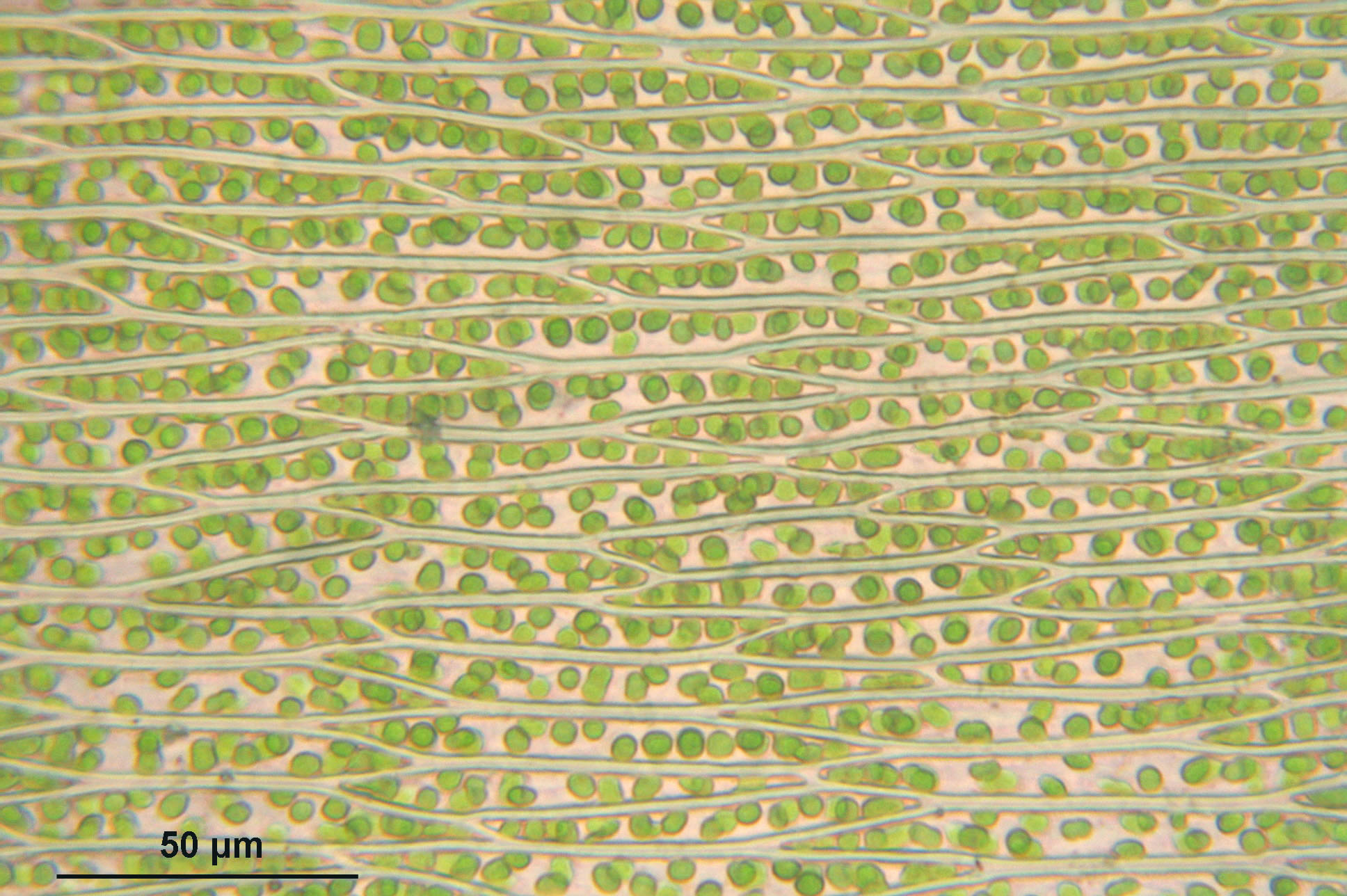
Cellen bladmidden
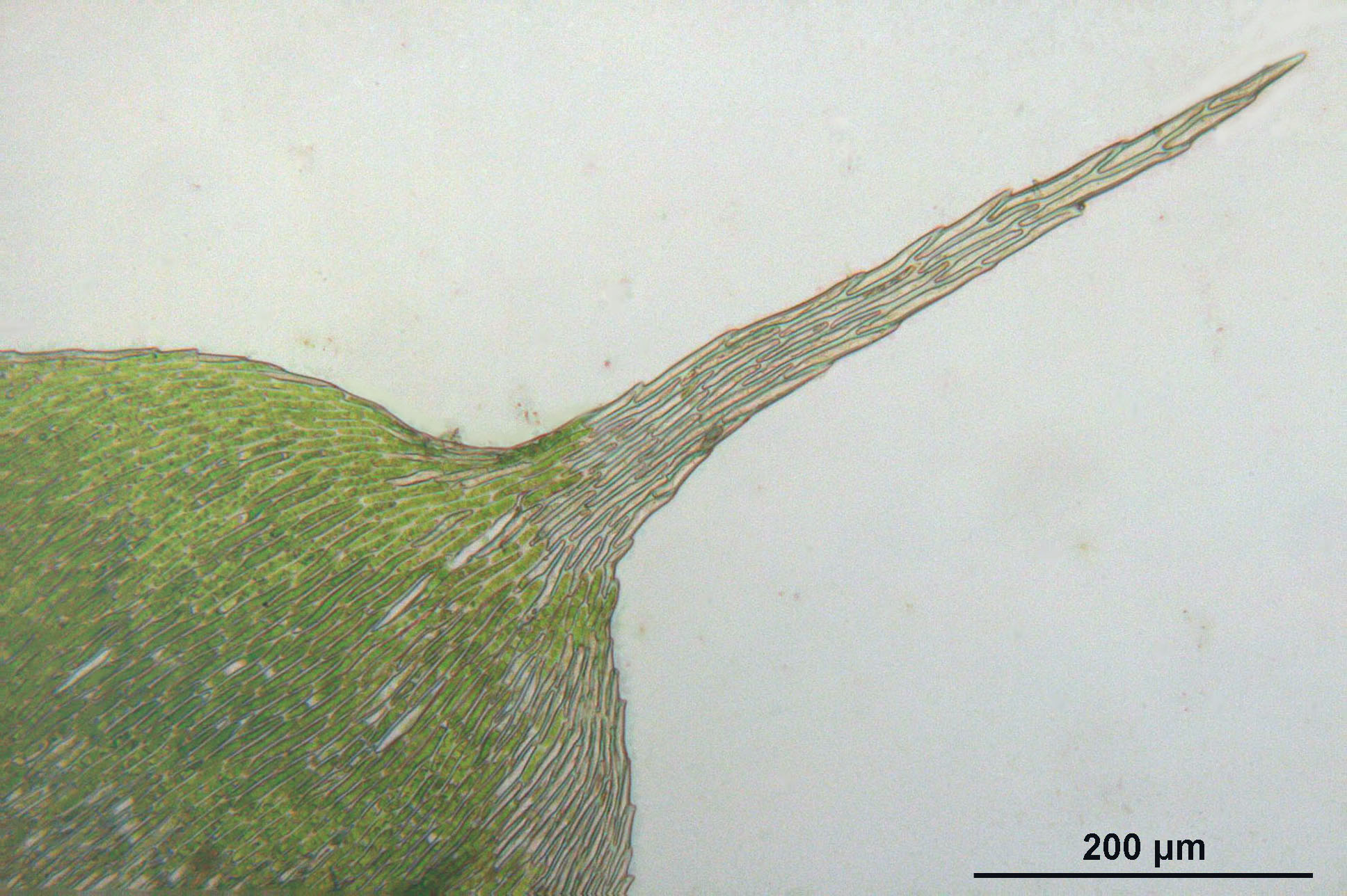
Cellen bladtop
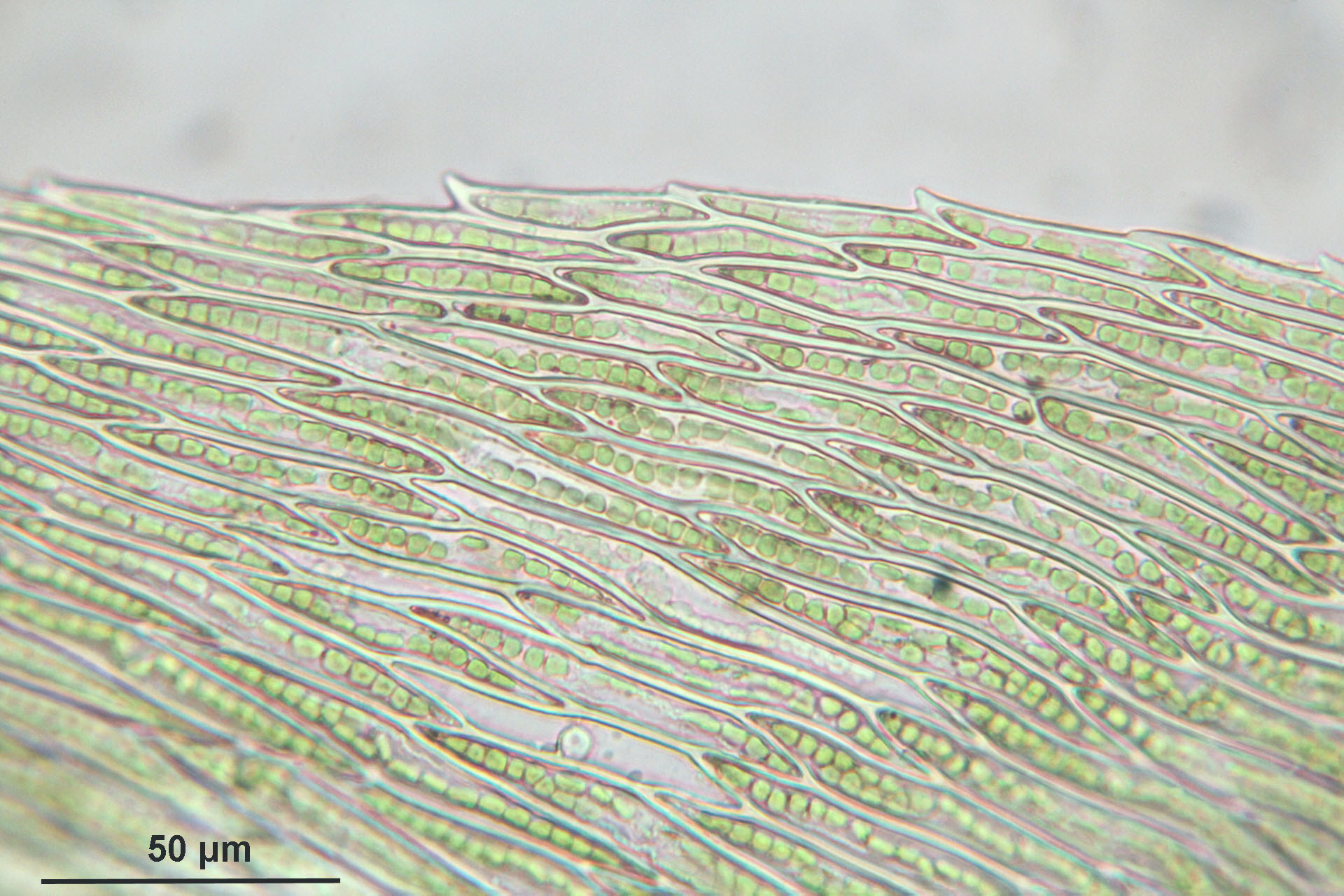
Cellen bladrand
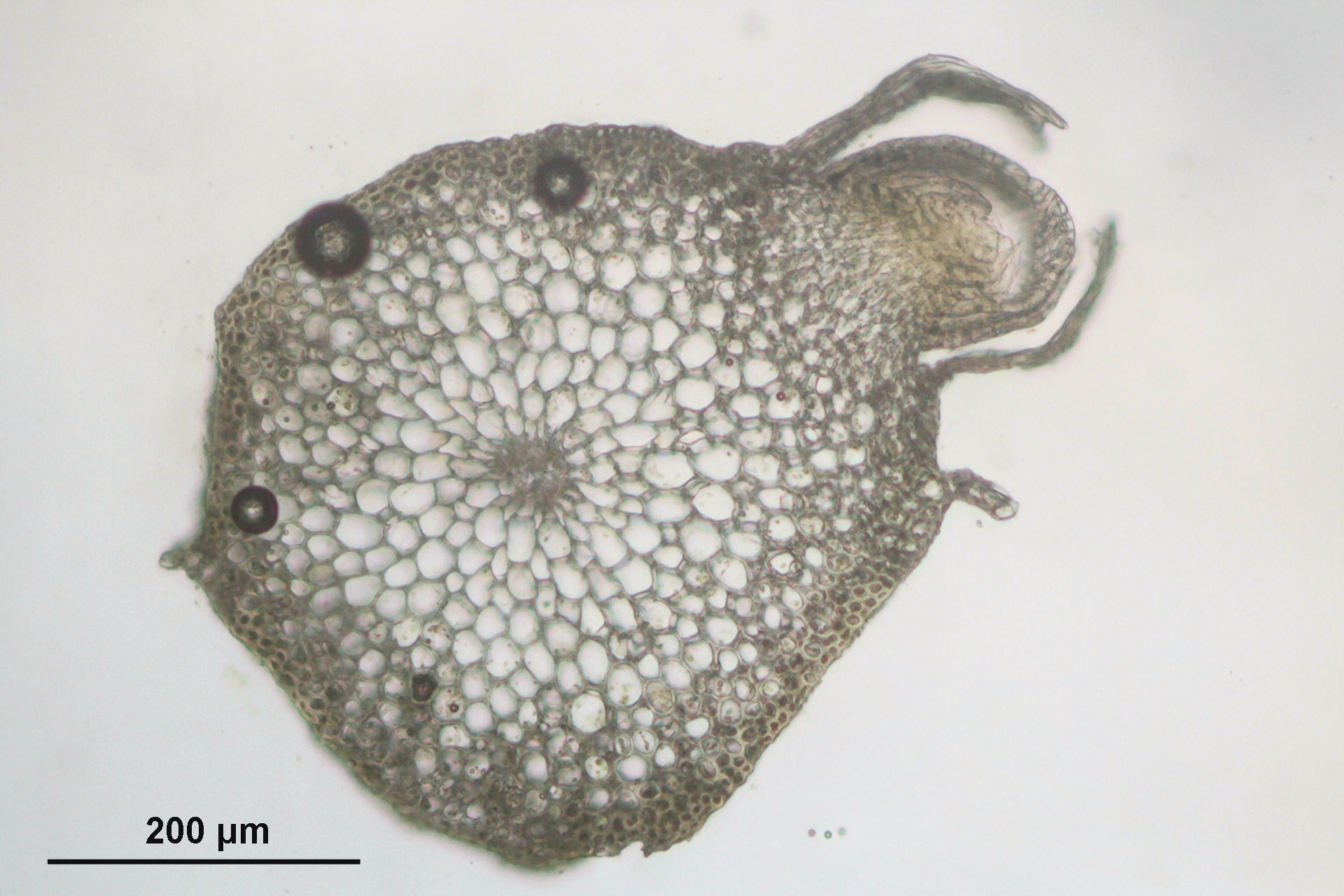
Doorsnede